# Salústia Orbiana
Seia Herênia Salústia Bárbia Orbiana Augusta (em latim: Seia Herennia Sallustia Barbia Orbiana Augusta), conhecida também como Bárbia Orbiana ou somente Orbiana, foi uma imperatriz-consorte romana, esposa do imperador Alexandre Severo por um breve período. Ela era conhecida por sua beleza, capturada em inúmeras obras de arte. Depois da execução de seu pai, Seio Salústio, ela foi exilada para a África depois de apenas dois anos como imperatriz.

## Augusta

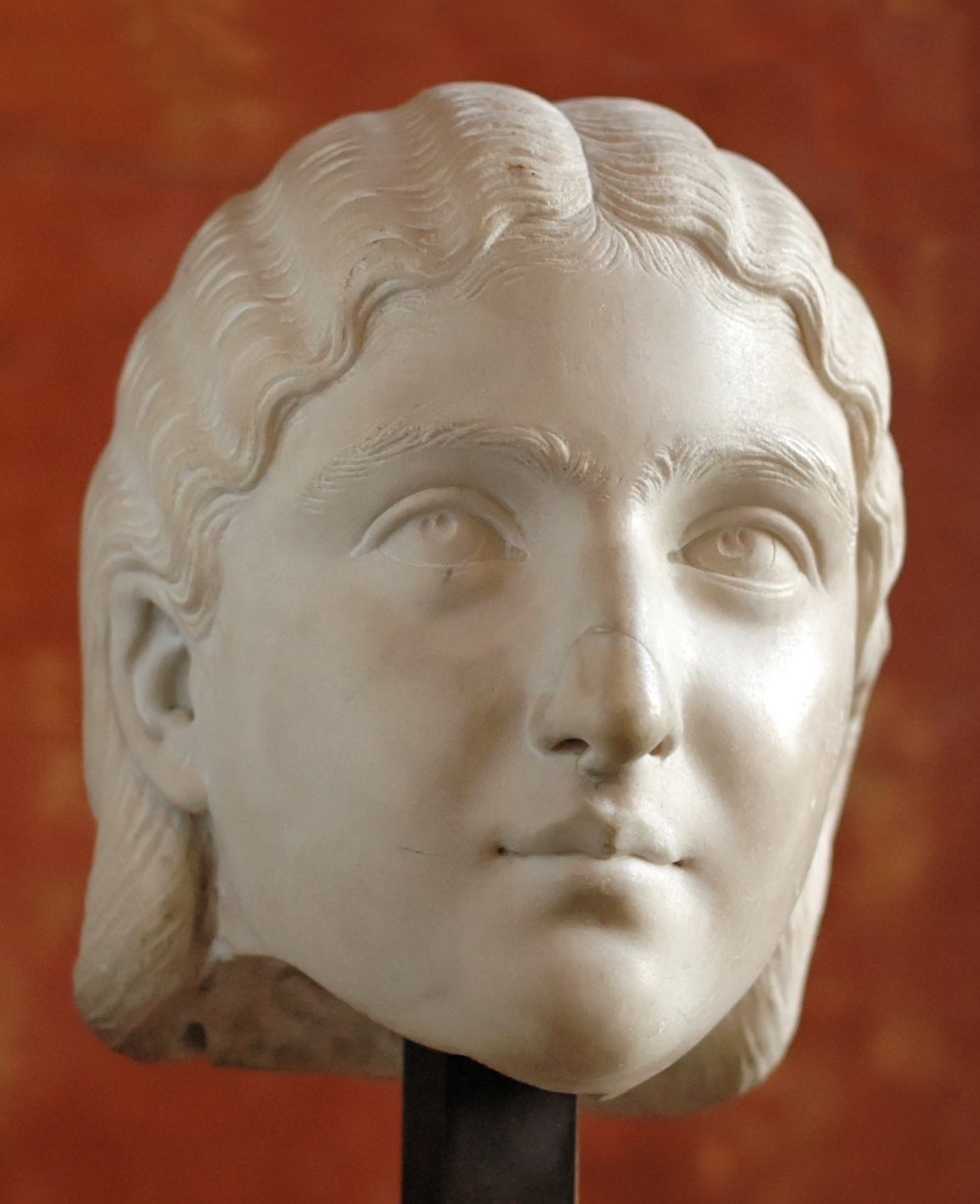
Busto de Orbiana.Séc. III. No Louvre.

Orbiana era filha do influente senador romano Seio Salústio e nasceu no início do século III. Em agosto de 225, com aproximadamente 16 anos, ela se casou com o imperador romano Alexandre Severo num acordo orgnizado pela mãe dele, Júlia Mameia. Depois que Orbiana recebeu o título de augusta, Mamea se enciumou por desejar para si a posse total de todos os títulos imperiais e por causa do forte laço que se criou entre Orbiana e Severo. Ela passou então a tratar Orbiana com extrema crueldade, forçando-a a se refugiar com o pai, Salústio, que se acredita ter sido nomeado césar. Ele pediu à guarda pretoriana que protegesse a filha, mas o ato foi considerado alta traição. Em agosto de 227, ele foi executado e sua filha perdeu o título, foi divorciada e exilada para a província da Líbia, no norte da África. Alexandre poderia ter impedido, mas escolheu não fazê-lo.
Ele e sua mãe morreram posteriormente no golpe de Maximino Trácio que pôs fim à Dinastia severa em 235.

## Arte
Uma notável estátua de Orbiana, que aparece como a "Vênus Felix", foi desenterrada perto da igreja de Santa Croce in Gerusalemme em Roma. A obra, agora na Cortile Belvedere dos Museus Vaticanos, foi dedicada à imperatriz por seus liberti, Elpídio e Salústia. Além de uma emissão limitada de moedas em bronze e prata, diversas moedas romanas em ouro foram cunhadas representando Orbiana, incluindo uma moeda vendida por £26,00 em 1897. Ela foi a única esposa de Severo a aparecer numa moeda.